# Todhübel
Der Todhübel ist ein Bodendenkmal auf einem Bergsporn am östlichen Rand des Lößnitzgrunds im Stadtteil Wahnsdorf der sächsischen Stadt Radebeul, nicht weit entfernt vom Berggasthaus „Zum Pfeiffer“.

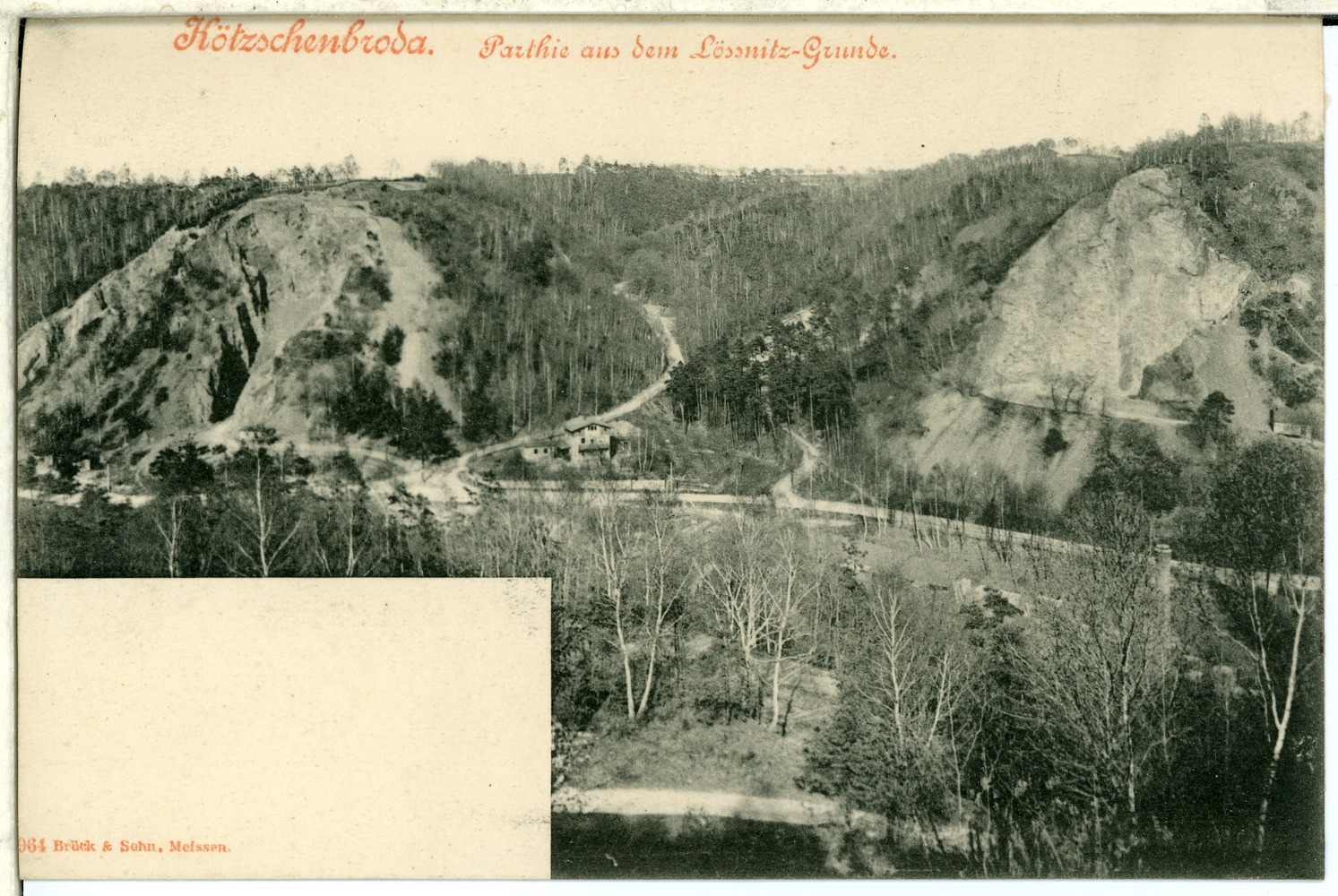
Blick zum Todhübel nebst Steinbruch rechts vom Dorfgrund nach Wahnsdorf, vom gegenüberliegenden Lößnitzgrundhang aus (1899). Mittig das Landhaus Lößnitzgrundstraße 81, rechts das Elektrizitätswerk Niederlößnitz

Bei Quietzsch/Jacob wurde die Anlage als Wehranlage „Todhügel“ geführt. Zusätzlich zur Beschreibung „Turmhügelburg in Spornlage mit Vorgelände und Abschnittsgraben“ erfolgte die Angabe, dass der Schutz am 22. April 1941 erfolgte und am 20. Mai 1960 erneuert wurde.

## Beschreibung

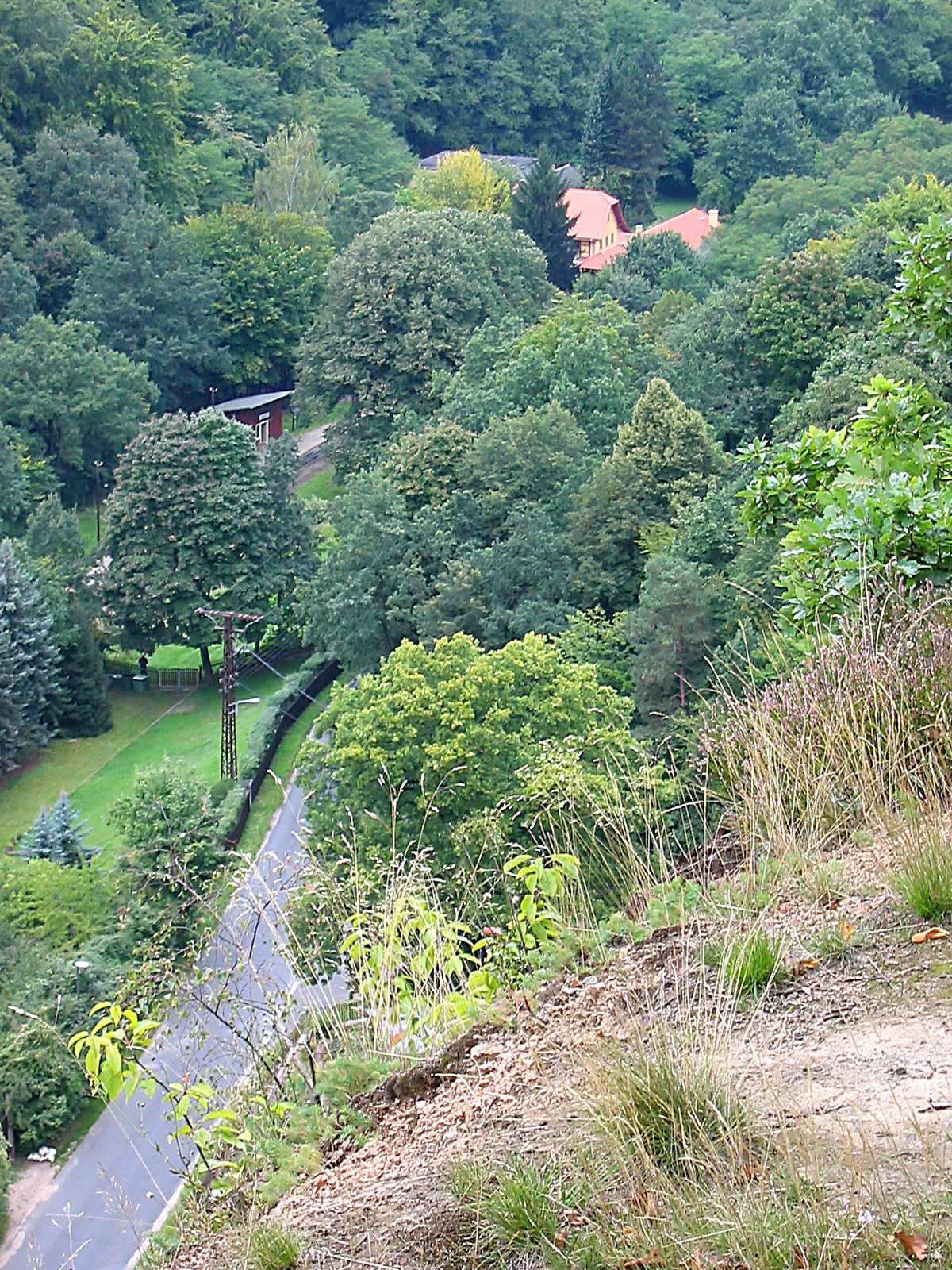
Blick vom Todhübel auf den Bahnhof Lößnitzgrund und die Meierei

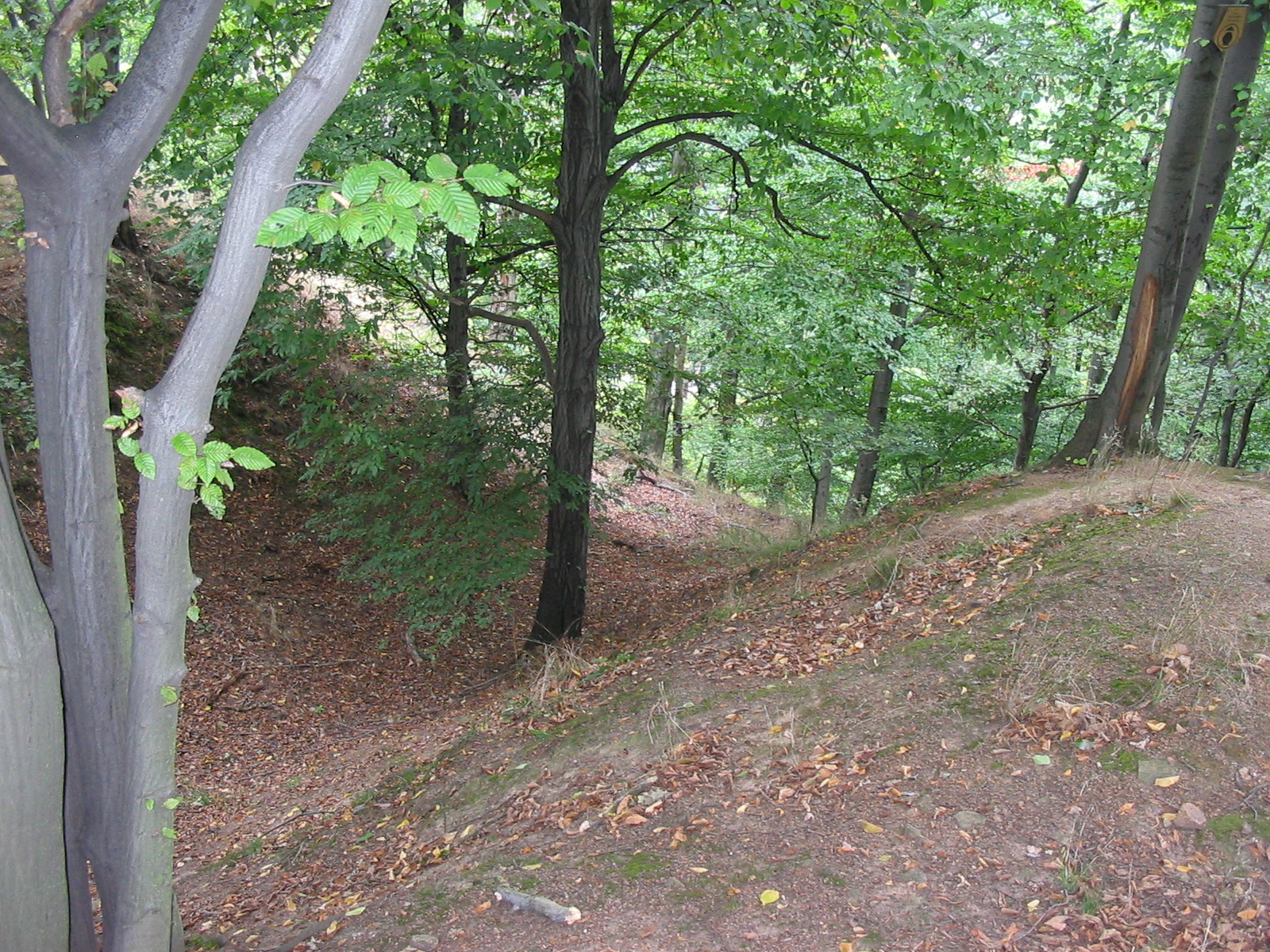
Blick vom Todhübel (Wirtschaftshoffläche) in den Halsgraben Richtung Dorfgrund

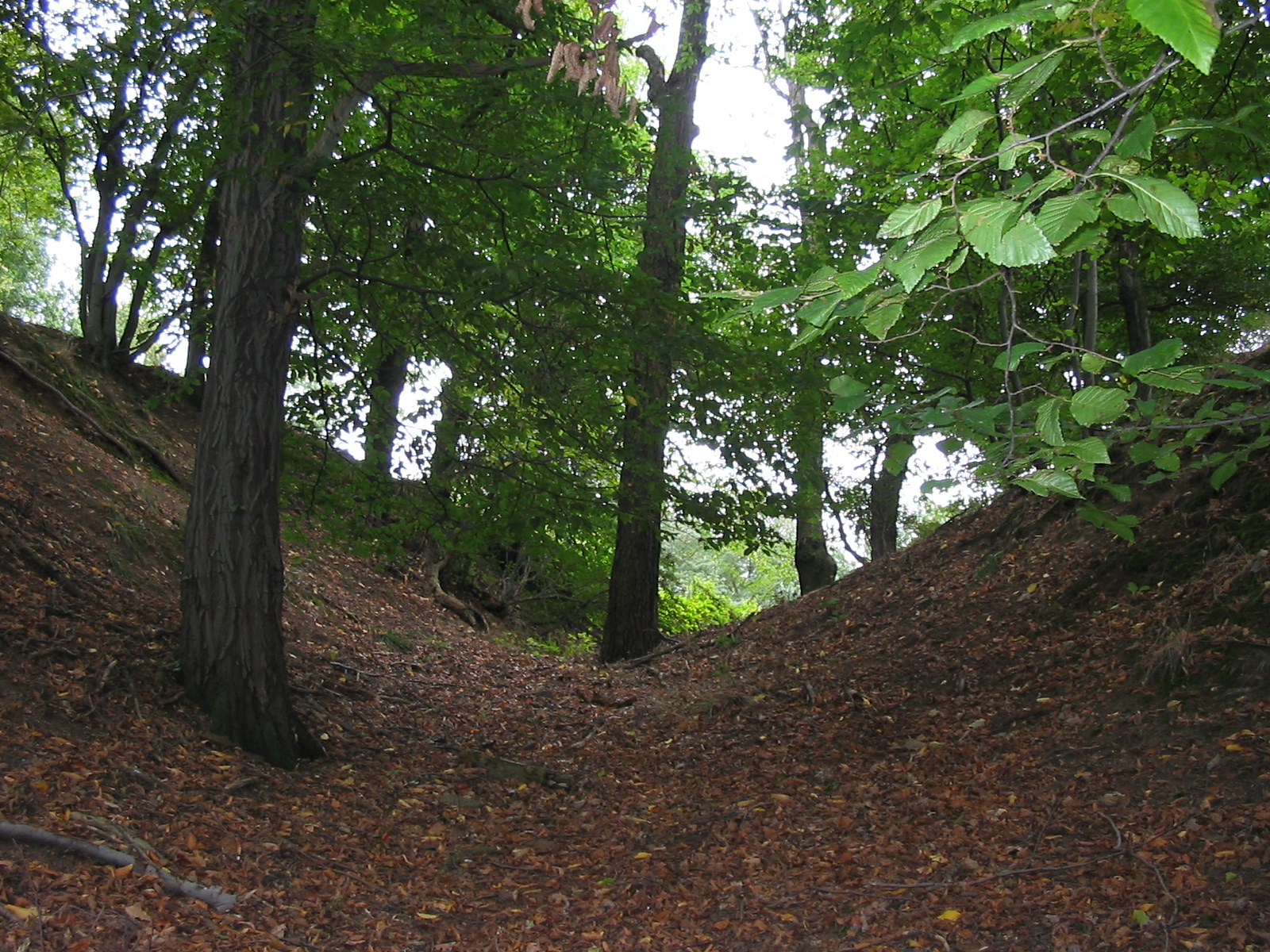
Im Halsgraben des Todhübels, links Wirtschaftshoffläche, rechts Wehrturmfläche

Steinbruch „Hoher Stein“ mit Wolfsbild, angefertigt 2007 zum Powwow der Karl-May-Festtage

Südlich des Dorfgrunds, der vom Lößnitzgrund auf die Hochebene nach Wahnsdorf führt, erhebt sich bis auf 222,5 m ü. NHN der zum Lößnitzgrund (dort unter 150 m ü. NHN) steil abfallende Todhübel, auf dem sich oben eine nicht mehr vorhandene, befestigte Gutsanlage (Herrensitz) in Form einer Turmhügelburg aus dem 13. Jahrhundert befunden hat.
Der Lage nach entsprach die Anlage einer Spornburg mit von Südosten offenem Zugang. Von Wahnsdorf kommend wird der Todhübel durch einen ersten Graben mit Wall abgetrennt, hinter dem sich nach Erkenntnissen der archäologischen Forschung ein Wirtschaftshof (Vorburg) befand. Näher zum Lößnitzgrund folgt ein steilerer, tiefer Halsgraben, der eine kleinere Hochfläche (Bühl) von etwa 15 m Durchmesser abtrennt, die vermutlich durch eine Palisade geschützt war. Auf dieser stand vermutlich ein fachwerkartiger Wohn-Wehrturm, von dem auch keine Bebauungsreste mehr vorhanden sind.
An dem Wall der Vorburg „kann [aus Schutzgründen] eine steinerne Blendmauer angenommen werden“, die, „würde sie einst gefunden, das älteste steinerne Bauwerk im heutigen Stadtgebiet“ wäre, „gleichzeitig entstanden“ mit dem „älteste[n] […] im Turmfundament der Friedenskirche steckende[n] Mauerwerk“.
Nördlich, westnordwestlich und südlich des Todhübels befinden sich drei ehemalige Steinbrüche aus späterer Zeit. In dem südlich gelegenen Steinbruch „Hoher Stein“ findet ein Teil der jährlichen Veranstaltungen der Karl-May-Festtage statt.
Eine historische Zuordnung dieser Anlage ist derzeit nicht möglich.

### Geologie
Der mittelkörnige Syenit besteht hauptsächlich aus Kalifeldspat (Orthoklas und Mikrolin), Plagioklas und Hornblende. Die Hornblende- und Feldspatkristalle sind als Parallelgefüge angeordnet. Hinzu kommen dunkle feinkörnige Ausscheidungen von unregelmäßiger Größe, die aus Hornblende und Biotit bestehen.

### Pflanzengesellschaften
Der dortige Wald wurde in Werte unserer Heimat beschrieben als hauptsächlich aus Buchen, Traubeneichen, Stieleichen sowie Ebereschen bestehend. In buschigen Bereichen finden sich Aufrechte Waldrebe, Straußblütige Wucherblume, Sparriger Alant, Echtes Salomonssiegel und Gemeiner Wirbeldost. Auf offenen Halbtrockenrasenflächen wachsen submediterrane Arten, das Alpen-Vermeinkraut sowie kontinentale Sandsteppenarten wie Gelbe Skabiose, Berg-Lauch und Steppen-Lieschgras.

### Schutzgebiet
Der Todhübel liegt im Bereich des 115 Hektar großen Fauna-Flora-Habitat-Gebiets Lößnitzgrund und Lößnitzhänge (Natura-2000-Gebiet, EU-Meldenr.: DE4847304, Landesinterne Nr.: 159), zur Teilfläche 2 („Lößnitzgrund–Ost“). Diese Teilfläche 2 liegt „nahezu vollständig“ im Landschaftsschutzgebiet Lößnitz.